# Guatteria longicuspis
Guatteria longicuspis este o specie de plante angiosperme din genul Guatteria, familia Annonaceae, descrisă de Robert Elias Fries. Conform Catalogue of Life specia Guatteria longicuspis nu are subspecii cunoscute.